# Nationalpark Alchanai
Der Nationalpark Alchanai (russisch Национальный парк Алханай, Nazionalny park Alchanai) ist ein Nationalpark in Russland.

## Geographie
Der Nationalpark Alchanai liegt in Transbaikalien, Sibirien, an der Südflanke des Mogoitui-Gebirges. Dessen höchste Erhebung, der 1662 m hohe Alchanai, gab dem Park den Namen und liegt auf seinem Territorium. Die Gesamtfläche des Parks beträgt 138.234 Hektar.
Administrativ gehört das Territorium des Parks zum Rajon Duldurga des Autonomen Kreises der Aginer Burjaten, der als Föderationssubjekt am 1. März 2008 in der Region Transbaikalien aufging, innerhalb dieser aber weiterhin einen Sonderstatus besitzt. Die Verwaltung des Parks befindet sich im Dorf Duldurga.

## Geschichte
Der Nationalpark Alchanai wurde auf Beschluss der Regierung der Russischen Föderation vom 15. Mai 1999 auf Basis eines 1998 gegründeten regionalen Naturreservates eingerichtet. Zum Zeitpunkt seiner Gründung war Alchanai der östlichste Nationalpark Russlands; mittlerweile wurden aber auch in der Region Primorje an der Pazifikküste Nationalparks eingerichtet.

## Zielsetzung
Der Nationalpark soll dem Schutz und der gesteuerten touristischen Nutzung typischer Bergtaiga-Landschaften Transbaikaliens – von der Steppe bis zur Taiga – sowie der Erhaltung auf seinem Territorium befindlicher burjatischer Kultstätten und Nationalheiligtümer dienen. Es gibt auch mehrere Heilquellen.